# Furniture Row Racing

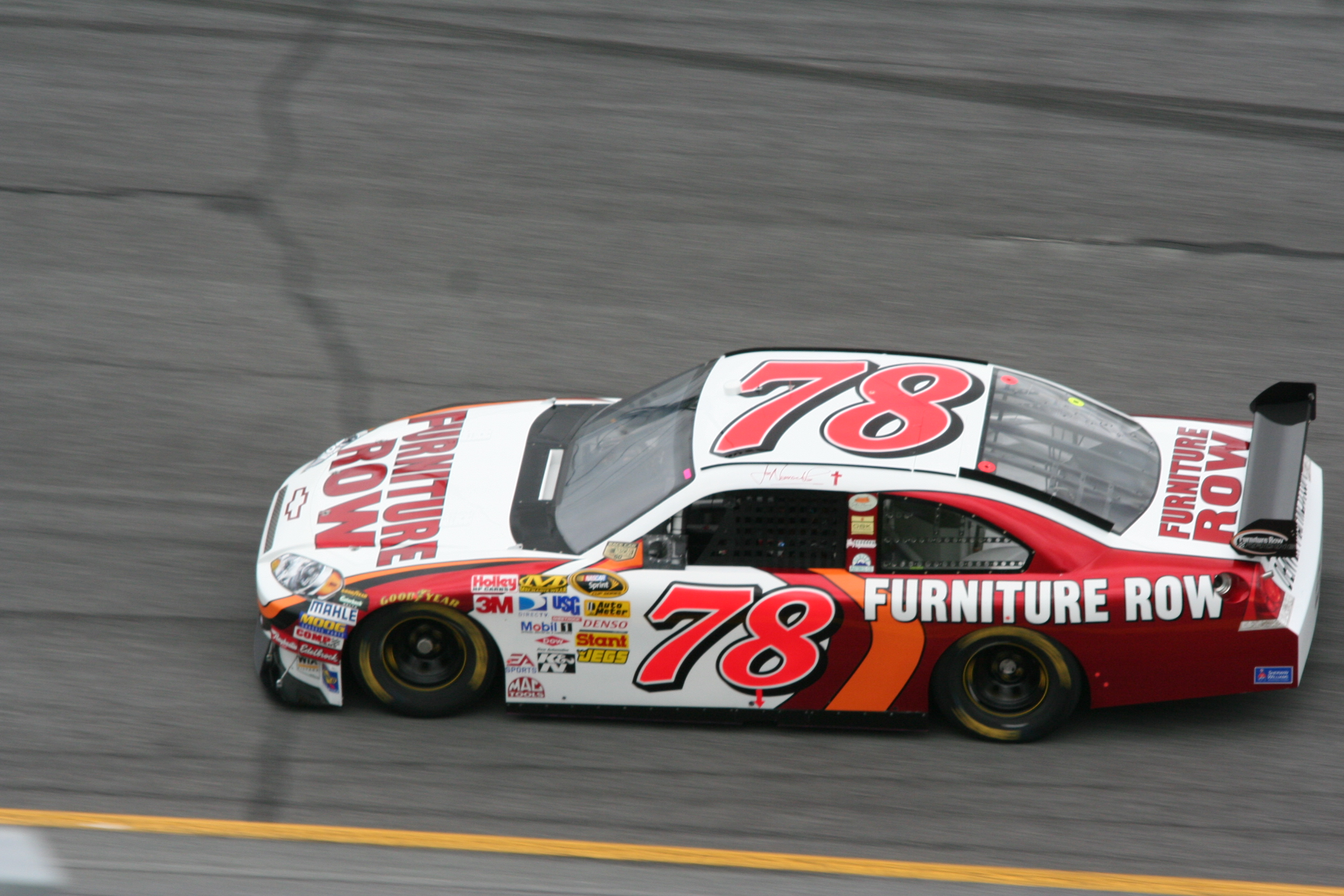
Chevrolet Impala de Furniture Row en 2008.

Furniture Row Racing fue un equipo estadounidense de automovilismo de velocidad con base en Denver, Colorado, y es el único equipo de NASCAR que tenía su base en ese estado. Recientemente puso en pista el Toyota Camry N.º 78 para Martin Truex Jr. en la Copa NASCAR. El equipo era propiedad y estaba patrocinado por Furniture Row, una cadena de tienda de muebles de Estados Unidos.
Desde 2016 hasta 2018, el equipo tuvo una alianza técnica con Joe Gibbs Racing; hasta 2015 lo tenía Richard Childress Racing cuando corría con Chevrolet.
Después del cierre del equipo, vendieron su chárter a Spire Sports + Entertainment, que actualmente compite como Spire Motorsports. Muchos de los trabajadores de Furniture Row Racing actualmente operan como Falci Adaptive Motorsports, una organización sin fines de lucro dedicada a desarrollar tecnologías del deporte para personas con discapacidades físicas.
Disputó 451 carreras en Copa NASCAR y obtuvo 18 victorias y 75 top 5. Ganó el campeonato de pilotos en 2017 con Truex.

## Chevrolet (2005-2015)
El equipo debutó en la NASCAR en 2005, en una carrera de la NASCAR Busch Series en Nashville Superspeedway, con Jerry Robertson manejando un Chevrolet. El equipo corrió en 10 eventos de esa serie, antes de debutar en ese año en la Copa NASCAR en Dover International Speedway, con Kenny Wallace.
En 2006, el equipo compitió a tiempo completo con Kenny Wallace como piloto titular con una Chevrolet, y luego a partir de la temporada 2007 con Joe Nemechek hasta el 2008. En 2009, pasó a competir a tiempo parcial con Regan Smith como piloto, para después participar en todas las carreras en la temporada 2010.
Smith lograría luego una victoria en las 500 Millas Sureñas de Darlington en 2011, siendo la primera del equipo en NASCAR. Además también obtuvo en total 3 top 5 y 8 top 10 en su pasaje por el equipo hasta la parte final de temporada 2012. Ahí fue reemplazado por Kurt Busch.
Con Kurt, el equipo Furniture Row fue competitivo en 2013, logrando la clasificación a la Caza por la Copa, siendo el primer equipo de un solo auto en llegar a la parte final de la temporada. Resultó décimo en el campeonato, donde obtuvo 11 top 5 y 16 top 10.
Para la temporada 2014, Kurt se avia marchado al equipo de Stewart-Haas; como resultado Martin Truex Jr. se convirtió en piloto titular de Furniture Row. No fue una buena temporada, ya que resultaron 24° en el campeonato con un cuarto puesto y 4 top 10 adicionales.
En 2015, el equipo logró su segunda victoria en la categoría, de la mano de Truex en la fecha de Pocono en junio, de forma que se clasificó a la Caza por la Copa. Alcanzó la ronda final en Homestead, terminando cuarto en el campeonato con 8 top 5 y 22 top 10.

## Toyota (2016-2018)
En 2016, el equipo pasó a competir con la marca Toyota. Martin Truex Jr. llegó a la segunda ronda de la Caza, con un total de 4 victorias y 8 top 5. El año siguiente, el equipo sumó un segundo Toyota; Erik Jones, pilotando el número 77. Los resultados fueron muy buenos, con Erik Jones ganando el premio al Rookie del año y Martin Truex Jr. proclamándose campeón de la categoría con 8 victorias, incluyendo el Championship 4 en Miami.
Por decisión del equipo y tras la salida de Jones a Joe Gibbs Racing, en la temporada 2018 solamente corrieron con el auto número 78 de Martin Truex Jr. El piloto obtuvo 4 victorias y 20 top 5, pero resultó subcampeón en el campeonato.
Sin embargo, en septiembre de ese año, se anunció que Furniture Row cerraba sus puertas cuando finalizara la temporada debido a problemas económicos y falta de patrocinadores, que según Visser esos inconvenientes le evitarían seguir siendo un equipo competitivo.